# Gruppo Arcobaleno
Gruppo Arcobaleno (in inglese: Rainbow group) è stato il nome di due gruppi parlamentari europei del passato:
- il Gruppo Arcobaleno: Federazione dei Verdi-Alternativa europea Agalev-Ecolo, Movimento popolare danese contro l'appartenenza alla Comunità europea e Alleanza libera europea al Parlamento europeo, composto dai partiti verdi e ambientalisti che aderiscono alla Coordinamento Europeo dei Partiti Verdi, i regionalisti dell'Alleanza Libera Europea ed altri partiti progressisti, nato nel 1984 e scissosi nel 1989 in altri due gruppi: il Gruppo Verde e il Gruppo Arcobaleno;
- il Gruppo Arcobaleno al Parlamento europeo, composto da partiti regionalisti, nato nel 1989 e scioltosi nel 1994 confluendo insieme ai partiti radicali nell'Alleanza Radicale Europea.

## Gruppo Arcobaleno (1984-1989)
Il primo Gruppo Arcobaleno è nato nel 1984 come una coalizione di partiti verdi, regionalisti dell'Alleanza Libera Europea ed altro partiti di sinistra non affiliati a nessuna organizzazione internazionale.
|  | Partito                                             | Nome locale                                  | Stato           | Europartito | MPE |
|  | --------------------------------------------------- | -------------------------------------------- | --------------- | ----------- | --- |
|  | Alleanza 90/I Verdi                                 | Bündnis 90/Die Grünen                        | Germania        | GRAEL       | 7   |
|  | Movimento Popolare contro l'UE                      | Folkebevægelsen mod EU                       | Danimarca       | nessuno     | 4   |
|  | Agalev                                              | Anders gaan leven                            | Belgio Fiandre  | GRAEL       | 1   |
|  | Ecolo                                               | Ecologisti                                   | Belgio Vallonia | GRAEL       | 1   |
|  | Unione Popolare                                     | Volksunie                                    | Belgio Fiandre  | ALE         | 2   |
|  | Partito Politico dei Radicali                       | Politieke Partij Radikalen                   | Paesi Bassi     | GRAEL       | 1   |
|  | Partito Pacifista-Socialista                        | Pacifistisch Socialistische Partij           | Paesi Bassi     | GRAEL       | 1   |
|  | Partito Comunista dei Paesi Bassi(dal 1987 al 1989) | Communistische Partij Nederland              | Paesi Bassi     | GRAEL       | 1   |
|  | Partito Sardo d'Azione                              | Partito Sardo d'Azione                       | Italia Sardegna | ALE         | 1   |
|  | Democrazia Proletaria                               | Democrazia Proletaria                        | Italia          | nessuno     | 1   |
|  | Partito di Unità Proletaria per il Comunismo        | Partito di Unità Proletaria per il Comunismo | Italia          | nessuno     | 1   |

## Gruppo Arcobaleno (1989-1994)
Nel 1989 i verdi fuoriescono dal gruppo e ne creano uno proprio.
|  | Partito                        | Nome locale                                        | Stato               | Europartito | MPE |
|  | ------------------------------ | -------------------------------------------------- | ------------------- | ----------- | --- |
|  | Movimento Popolare contro l'UE | Folkebevægelsen mod EU                             | Danimarca           | nessuno     | 4   |
|  | Lega Lombarda                  | Lega Lombarda                                      | Italia Lombardia    | ALE         | 2   |
|  | Partito Sardo d'Azione         | Partito Sardo d'Azione                             | Italia Sardegna     | ALE         | 1   |
|  | Unione Popolare                | Volksunie                                          | Belgio Fiandre      | ALE         | 1   |
|  | Solidarietà Basca              | Eusko Alkartasuna                                  | Spagna Paesi Baschi | ALE         | 1   |
|  | Partito Andalusista            | Partido Andalucista                                | Spagna Andalusia    | ALE         | 1   |
|  | Partito Nazionale Scozzese     | Scottish National Party                            | Regno Unito Scozia  | ALE         | 1   |
|  | Unione del Popolo Corso        | Unione di u Populu Corsu                           | Francia Corsica     | ALE         | 1   |
|  | Fianna Fáil Indipendente       | Independent Fianna Fáil - Fianna Fáil Neamhspleách | Irlanda             | nessuno     | 1   |